# Pompier en Vallée d'Aoste
Le Corps valdôtain des sapeurs-pompiers est le corps régional des sapeurs-pompiers de la région autonome Vallée d'Aoste, en Italie.

## Histoire
Le corps valdôtain des sapeurs-pompiers remplace le corps national italien des sapeurs-pompiers le 1er janvier 2000 en vertu de la loi régionale no 7/1999. À la suite de ce changement, le personnel dépend de la région autonome Vallée d'Aoste, et non plus du Ministère de l'Intérieur.

## Organisation
Le corps valdôtain des sapeurs-pompiers possède une organisation autonome au niveau régional.
Pour ce qui concerne les interventions dans le domaine de la protection civile, il reçoit ses directives directement du département de la coordination régionale.
Pour ce qui est des interventions de secours technique urgent et de la lutte contre les incendies sur le territoire régional, il est coordonné par le chef du Corps régional.
Les sièges sont :
- le commandement régional, à la caserne « Erik Mortara », située à la localité Croix-Noire, à la limite entre les communes d'Aoste et de Saint-Christophe ;
- le détachement aéroportuaire, situé à l'aéroport de la Vallée d'Aoste ;
- le détachement de Courmayeur, dans l'éventualité d'intervenir dans le tunnel du Mont-Blanc, en particulier à la suite de l'incendie de 1999.

À Saint-Christophe se situe la structure de formation « Sorreley-Meysattaz ».